# Алькон, Альфредо
Альфредо Алько́н (исп.  Alfredo Alcón; 3 марта 1930, Сьюдадела, провинция Буэнос-Айрес — 11 апреля 2014, Буэнос-Айрес) — аргентинский актёр театра и кино, театральный режиссёр, крупнейшая фигура аргентинского драматического искусства.

## Биография
Вырос в Буэнос-Айресе. На сцене исполнял роли в пьесах Шекспира, Марло, Альфреда де Мюссе, Ибсена, Клоделя, О’Нила, Валье-Инклана, Лорки, А. Миллера, Т.Уильямса, Синга, С. Беккета, Сартра, Ингмара Бергмана, Джона Осборна, Эдварда Олби, Джорджа Табори в постановках Маргариты Ксиргу, Хорхе Лавелли, Франсиско Ньевы и др.
В 1960—1970-х годах играл в большинстве фильмов Леопольдо Торре Нильссона. В качестве актёра, чаще всего в главных ролях, снялся более чем в 50 картинах крупнейших аргентинских режиссёров с известнейшими партнерами и партнершами.

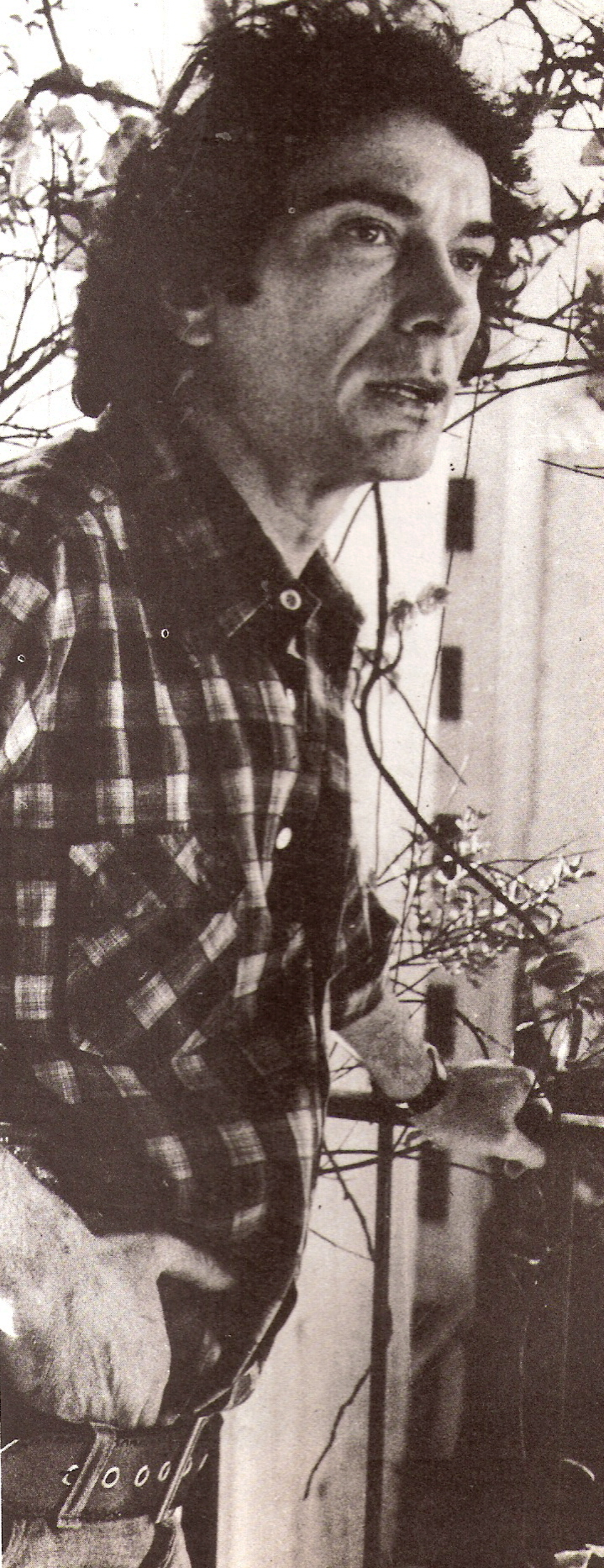
Альфредо Алькон, 1978

Работал на телевидении.

## Избранная фильмография

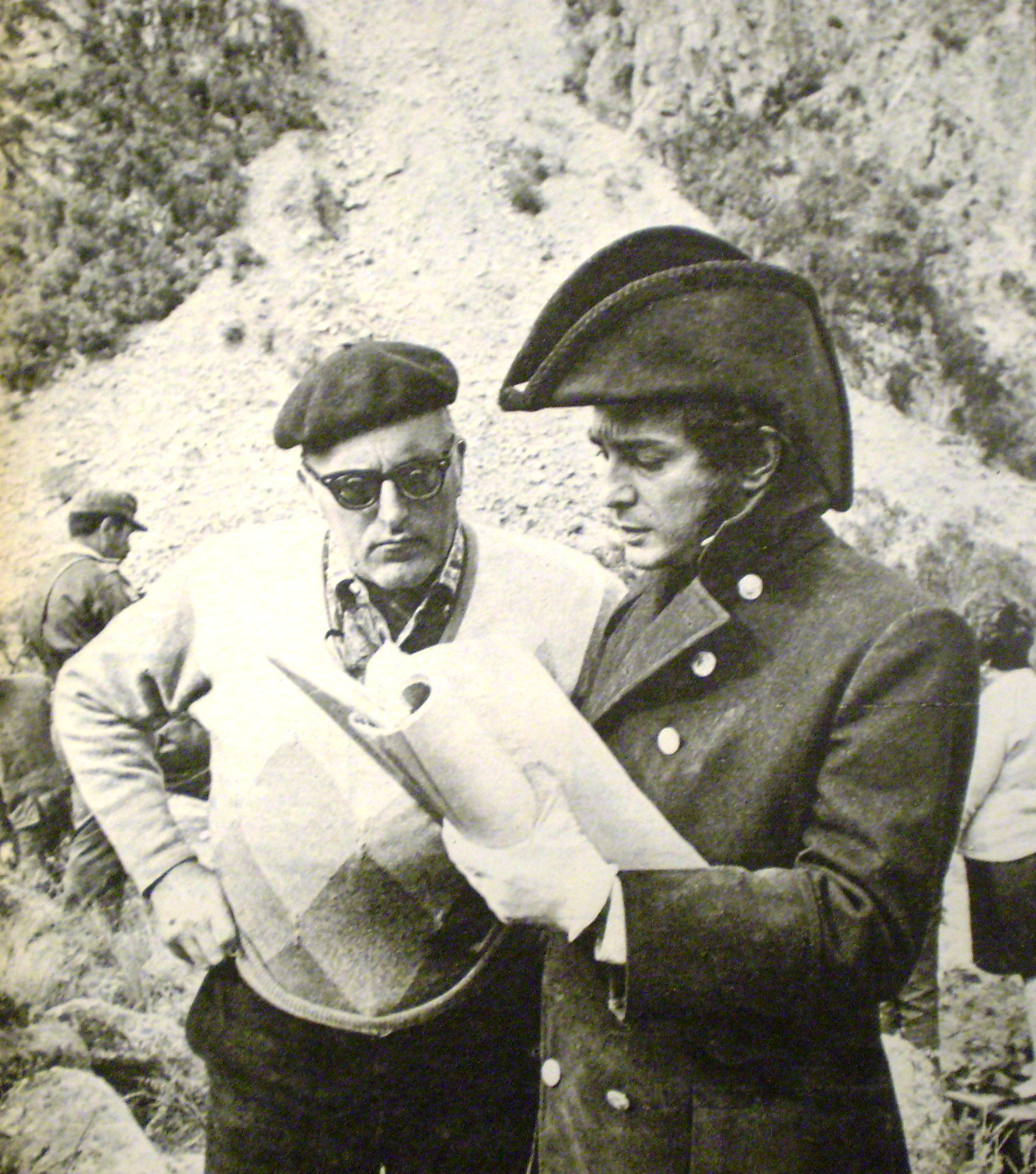
El Santo de la Espada, 1970

- 1955: El amor nunca muere (Луис Сесар Амадори)
- 1957: Una viuda difícil (Фернандо Аяла)
- 1959: El candidato (Фернандо Аяла)
- 1959: Zafra (Лукас Демаре)
- 1960: Un guapo del '900 (Леопольдо Торре Нильссон)
- 1961: Piel de verano (Леопольдо Торре Нильссон)
- 1963: Los inocentes (Хуан Антонио Бардем, премия Ассоциации кинокритиков Аргентины Серебряный кондор за лучшую мужскую роль)
- 1963: Las ratas (Луис Саславский)
- 1965: Con gusto a rabia (Фернандо Аяла)
- 1965: El reñidero (Рене Мухика)
- 1968: Martín Fierro (Леопольдо Торре Нильссон, Серебряный кондор за лучшую мужскую роль)
- 1970: El santo de la espada (Леопольдо Торре Нильссон)
- 1971: Güemes — la tierra en armas (Леопольдо Торре Нильссон)
- 1972: La maffia (Леопольдо Торре Нильссон)
- 1973: Los siete locos (Леопольдо Торре Нильссон, премия КФ в Картахене за лучшую мужскую роль)
- 1974: Boquitas pintadas (Леопольдо Торре Нильссон)
- 1975: Nazareno Cruz y el lobo (Леонардо Фавио)
- 1982: Pubis Angelical (Рауль де ла Торре)
- 1989: Últimas imágenes del naufragio (Элисео Субьела)
- 1993: Я не хочу об этом говорить/ De eso no se habla (Мария Луиса Бемберг)
- 1994: El amante de las películas mudas (Пабло Торре)
- 2001: Сын невесты/ El hijo de la novia (Хуан Хосе Кампанелья)
- 2002: En la ciudad sin límites (Антонио Эрнандес, номинация на Серебряный кондор за лучшую мужскую роль)

## Признаний
Номинант и лауреат многочисленных аргентинских и испанских премий за актёрское искусство.